# Henrik Hansen (håndboldspiller)
 Der er flere personer med dette navn, se Henrik Hansen.
Henrik Hansen (født 16. januar 1979) er en dansk tidligere håndboldspiller, der spillede som playmaker i klubben Århus Håndbold. Henrik Hansen var en fast del af både holdet forsvar og angreb. Henrik Hansens karriere strækkede sig over 19 år indenfor håndboldverdenen spillet i fire forskellige klubber i både Spanien, Tyskland og Danmark. Han var med til at vinde den danske pokalturnering for Århus Håndbold i 2013. Hans sidste klub var Randers HH, hvor han var spillende assistenttræner. Han indstillede karrieren i 2018.
Hansen spillede nogle år på landsholdet og var med til at vinde bronze ved EM i 2006.
Pt er han bosat i Risskov

## Uddannelse
- 1985 - 1995 - Risskov Strandskole
- 1995 -1998 - HHX i Århus

## Karriere
Som håndboldspiller har Henrik Hansen spillet for følgende klubber:
- 1999 - 2006 - Århus GF
- 2006 - 2007 - BM Altea
- 2007 - 2009 - CBM Torrevieja
- 2009 - 2011 - TuS N-Lübbecke
- 2011 - 2017 - Århus Håndbold
- 2017 - 2018 - Randers HH

Fra 2013 til november 2016 har han desuden været salgskonsulent for Århus Håndbold. 
Nu arbejder han som salgs- og vurderingsarbejder hos Nybolig i Risskov.